# Giacomo Rondinella
Giacomo Francesco Carmine Rondinella (Messina, 30 agosto 1923 – Roma, 26 febbraio 2015) è stato un cantante e attore italiano.

## Biografia
Giacomo Francesco Carmine Rondinella nasce a Messina il 30 agosto 1923, figlio di Ciccillo e Maria Sportelli, cantanti e attori specializzati nel repertorio napoletano. I genitori, inizialmente restii all'idea che il ragazzo ripercorresse le loro orme, lo fanno crescere lontano dalle scene e lo iscrivono all'Istituto nautico.
Durante la Seconda guerra mondiale viene arruolato in Marina, nel Reggimento "San Marco", e dopo l'Armistizio di Cassibile, lascia la divisa e si dedica al pugilato con scarsi esiti, dopodiché decide di entrare nel mondo dello spettacolo, risultando vincitore ad un concorso di Voci Nuove indetto da Radio Napoli all'inizio del 1944. Inizia così una carriera come cantante melodico-sentimentale, diventando, in breve tempo, una delle star della canzone napoletana.
Nel 1945 partecipa alla rivista Imputati... alziamoci! di Michele Galdieri, dove interpreta per la prima volta la canzone Munasterio 'e Santa Chiara, destinata a diventare un successo mondiale. Viene richiesto anche per alcuni spettacoli messi in scena da Garinei e Giovannini, quali Cantachiaro n. 2 accanto a Anna Magnani e Gino Cervi (1945), Sono le dieci e tutto va bene con la Compagnia Za-Bum (1946) e Black and White (1951); quindi Sotto i ponti del Naviglio di Alfredo Bracchi con Tino Scotti (1949) e La piazza di Galdieri con Carlo Dapporto (1952).
Alto, prestante, di aspetto fisico gradevole, abbastanza fotogenico, piuttosto disinvolto, Rondinella non sfugge ai produttori cinematografici consapevoli del successo che il giovane cantante può ottenere sullo schermo, soprattutto sul pubblico femminile, e dal dopoguerra in poi egli inizia una carriera cinematografica di tutto rispetto. Giunge a girare anche dieci film all'anno come nel 1954, ma è spesso impegnato in dolciastre storielle sentimentali e melodrammi strappalacrime a forti tinte. In altre circostanze viene utilizzato al meglio in film di buona fattura, con registi importanti quali Roberto Rossellini in Dov'è la libertà...?, o Armando Grottini in ...e Napoli canta!, o Leonardo Cortese in Violenza sul lago, dove impersona un cinico e arrogante individuo, totalmente diverso dai bravi giovanotti da lui solitamente impersonati, cui si aggiungono spettacoli teatrali trasposti sullo schermo come Carosello napoletano, al quale ha partecipato nel 1950.
Nel 1960, partecipa al 7º Festival della Canzone Città di Roma, dove propone “Io credo in te” e “Non dirmi di no”, in abbinamento con Jula de Palma, e “Stella trasteverina”, in abbinamento con Giorgio Consolini.
Nel 1961 partecipa al Giugno della Canzone Napoletana con la composizione “E aspetto a te”, eseguita in abbinamento con Fausto Cigliano. Partecipa poi al Festival di Sanremo 1962, dove propone, in abbinamento con Gesy Sebena, la canzone “Il nostro amore”. Nel 1963, debutta alla prima edizione del Cantagiro di Ezio Radaelli, proponendo la romantica “Canto all'amore”.
Buona parte del suo successo è dovuta anche a Totò, che lo ammirava e gli ha affidato molte delle sue canzoni, come la celebre Malafemmena, da lui portata al successo nel 1951, accanto a brani come Ischia mia, Sulo, Casa mia, A chi non lo sapesse, Isola d'oro, Non voglio amare più, fra i titoli più noti.
Rondinella ha vissuto per molti anni a Toronto, dove ha gestito un teatro di rivista, e si è poi ritirato dalle scene all'inizio degli anni novanta, salvo per la partecipazione al festival musicale in memoria di Enrico Caruso. Aveva inoltre altri sei fratelli, tra cui Luciano, anch'egli cantante e attore, ma con minore fortuna.
Sposatosi nel 1947 con Rosa Alese, dalla quale nel 1949 ha avuto il figlio Roberto, prematuramente scomparso nel 1996, è rimasto vedovo nel 2013. È morto il 26 febbraio 2015, all'età di 91 anni, nell'ospedale Sant'Andrea di Roma e seppellito nel cimitero di Palestrina, un piccolo comune della provincia di Roma.

## Discografia parziale

### Singoli
- 1948 - La luna ti dirà/Due parole a Maria (Fonit 12801)
- 1949 - Mmiezz''o grano/'Na sera 'e maggio (Fonit 13135)
- 1951 - Luna rossa/Me so 'mbriacato 'e sole (Fonit 13525)
- 1951 - Luna rossa/Anema e core (Fonit 13633)
- 1951 - Malafemmena/Che m'ha saputo fà stu quarto 'e luna (Fonit 13657)
- 1951 - I pensieri volano/Una bottiglia di cognac (Fonit 13662)
- 1951 - Bimba gelosa/Il valzer del '900 (Fonit 13663)
- 1951 - Vostra bellezza/Nostalgia di Roma (Fonit 13664)
- 1951 - Luna rossa/Anema e core (Fonit 13683)
- 1952 - Aggio perduto 'o suonno/Nun si 'na femmena (Fonit 13858)
- 1952 - Femmina/Aggio perduto 'o suonno (Fonit 13907)
- 1952 - Varca lucente/Margellina (Fonit 13998)
- 1952 - Sciummo/Litoranea (Fonit 14002)
- 1953 - Napule ca se ne va!.../Nun me scetà (Fonit 14209)
- 1953 - E spingole frangese!/Mamma mia, che vò sapè (Fonit 14216)
- 1953 - Come le rose/Stornelli dell'aviatore (Fonit 14250)
- 1954 - Serenata embè/Ddoje lacreme (Fonit 14605)
- 1955 - Buongiorno tristezza/Incantatella (Fonit 14827)
- 1955 - Anema e core/Me so 'mbriacato 'e sole (Fonit 15042)
- 1956 - La vita è un paradiso di bugie/Nota per nota (Fonit 15231)
- 1956 - 'A palummella/Suspiranno 'na canzone (Fonit 15364)
- 1956 - Nun t'addurmì/Suspiranno 'na canzone (Fonit 15367)
- 1956 - Guaglione/Chella llà (Fonit 15387)
- 1956 - Piccerella/Guaglione (Fonit SP 30051)
- 1956 - Nun t'addurmì/Dincello tu (Fonit SP 30052)
- 1956 - Suspiranno 'na canzone/Na voce 'na chitarra e 'o poco 'e luna (Fonit SP 30053)
- 1956 - Scapricciatiello/Maruzzella (Fonit SP 30054)
- 1956 - Statte vicino a me/Te sto aspettanno (Fonit SP 30055)
- 1956 - Malafemmena/'Nu quarto 'e luna (Fonit SP 30056)
- 1956 - Sciummo/Aggio perduto 'o suonno (Fonit SP 30057)
- 1956 - Luna rossa/Anema e core (Fonit SP 30058)
- 1957 - Piccolissima serenata/Cu fu? (Fonit SP 30169)
- 1958 - 'O calippese napulitano/Giulietta e... Romeo (Fonit 16042)
- 1958 - Manco p''a capa/Canzone 'e Napoli (Fonit 16072)
- 1958 - Amare un'altra cosa/Non potrai dimenticare (Fonit SP 30221)
- 1958 - Tiempe belle/Gina mia (Fonit SP 30227)
- 1958 - Tuppe-tuppe, mariscià/Torna a vucà (Fonit SP 30303)
- 1958 - Giulietta e Romeo/'O calippese napulitano (Fonit SP 30306)
- 1958 - Voce 'e notte/Torna a Surriento (Fonit SP 30374)
- 1958 - Silenzio cantatore/Tic-tì tic-tà (Fonit SP 30375)
- 1958 - 'Na sera 'e maggio/Funiculì funiculà (Fonit SP 30377)
- 1958 - 'O sole mio/I' te vurria vasà!... (Fonit SP 30378)
- 1958 - Torna!/Passione (Fonit SPF 30379)
- 1958 - 'A resatella/Va, musica d'amore (Fonit SP 30393)
- 1959 - Presentimento/Dduje paravise... (Fonit SP 30674)
- 1959 - L'addio/'E quatt''e maggio (Fonit SPF 30678)
- 1960 - Mamma/Come pioveva! (Fonit SP 30775)
- 1961 - E aspetto a tte/Ce steva na vota (Fonit SP 30955)
- 1961 - Serenella/Tu si comme 'na palummella (Fonit SP 30984)
- 1961 - Pazzianno... pazzianno/Non essere timida (Fonit SP 30986)
- 1962 - Il nostro amore/Il bacillo dell'amore (Fonit SP 31038)
- 1962 - Simmo 'e Napule... paisà/'E spingole frangese (Fonit SP 31074)
- 1962 - Serenata malandrina/Te voglio bene (Fonit SP 31099)
- 1963 - Canto all'amore/Si tu (Italsud ITN 1127)
- 1963 - Nun lassà Surriento/Canto all'amore/ (Italsud ITN 1154)
- 1963 - 'A chitarra e tu/Si tu (Italsud ITN 1155)
- 1963 - 'A chitarra e tu/Nun lassa' Surriento (Italsud ITN 1156)
- 1963 - 'Guapparia/Marechiaro (Italsud ITN 1187)
- 1964 - So' turnato cu tte/Schiavone (RCA Italiana PM45-3283)
- 1967 - Malafemmena/Guapparia (Italbeat, FC 2491)
- 1967 - Canzuncella 'mbriaca/Voglio a tte (Italbeat, FC 2492)
- 1967 - Bbona furtuna!/Carcerato (Italbeat, FC 2493)
- 1967 - Brinneso/Lacreme napulitane (Italbeat, FC 2494)
- 1967 - Zappatore/'E figlie (Italbeat, FC 2495)
- 1968 - Meno 10 meno 5 meno 4 meno 3/Amalfi (CJA Records, CQ 1600; lato A cantato insieme a Maria Paris; lato B canta Giacomo Rondinella)
- 1968 - M''o levo o nun m''o levo/Sì tu (CJA Records, CQ 1601)
- 1968 - Guappetella/Voglio a tte! (Hello, HR 9011)
- 1969 - Giuvanne simpatia/Canzuncella 'mbriaca (Storm 4043)
- 1969 - N'angiulillo/I' so' felice! (Zeus, BE 247)
- 1971 - Guagliò, chella te 'mbroglia/Surriento (Hello, HR 9057)

### EP
- 1955 - 'E cummarelle/Sciummo/La donna riccia/'Na voce, 'na chitarra (Fonit EP 4048)
- 1957 - Casetta in Canadà/Corde della mia chitarra/Usignuolo/Scusami (Fonit EP 4147)
- 1957 - Serenatella 'e maggio/Storta va... deritta vene/Felicità/'O treno d''a fantasia (Fonit EP 4189)
- 1957 - Malinconico autunno/Lazzarella/'Nnammurate dispettuse/Napule, sole mio (Fonit EP 4190; il terzo brano in duetto con Miranda Martino)
- 1957 - Sott'er cielo de Roma/L'eco del cuore/Venticello de Roma/Nina se voi dormite (Fonit EP 4268)
- 1958 - Chiove a zeffunno/Giulietta e Romeo/'O cantastorie/Serenata arraggiata (Fonit EP 4292; il secondo brano in duetto con Licia Morosini)
- 1958 - Suonno a Marechiare/Tuppe-tuppe, mariscià/Vurria.../Canzuncella pettecola (Fonit EP 4293)
- 1958 - Sincerità/Rosì, tu sei l'amor!/Torna a vucà/Basta 'ammore pè campà (Fonit EP 4294)
- 1958 - Mandulino d'o' Texas/Maistrale/'O palluncino/Nun fà cchiù 'a frangese (Fonit EP 4295)
- 1959 - Addio sogni di gloria/Guapparia/'O surdato 'nnammurato/Voce 'e notte (Fonit EP 4391)

### Album
- 1953 - Giacomo Rondinella (Fonit, LP. 108)
- 1953 - Giacomo Rondinella (Fonit, LP.112)
- 1953 - Giacomo Rondinella (Fonit, LP. 115)
- 1955 - Giacomo Rondinella (Fonit, LP. 116)
- 1955 - Giacomo Rondinella (Fonit, LP. 157)
- 1956 - Giacomo Rondinella al 4º Festival della Canzone Napoletana (Fonit, LP. 195)
- 1956 - Giacomo Rondinella (Fonit, LP. 195)
- 1957 - Sanremo 1957 (Fonit, LP. 218)
- 1958 - Le canzoni dell'8º Festival di San Remo interpretate da Giacomo Rondinella (Fonit, LP 255)
- 1958 - I successi di Modugno interpretati da Giacomo Rondinella (Fonit, LP 258)
- 1958 - Giacomo Rondinella (Fonit, LP 263)
- 1958 - VI Festival della Canzone Napoletana 1958 (Fonit, LP. 272)
- 1958 - VI Festival della Canzone Napoletana 1958 (Fonit, LP. 273)
- 1959 - Neaples Yesterday and TO-DAY (Fonit, Lp. 20004)
- 1959 - Neaples Yesterday and TO-DAY (Fonit, LP. 20005)
- 1964 - 'O sole mio (Fonit, LPQ 09007)
- 1966 - Napoli (Fonit Cetra, LPP 61); nell'album canta anche Tullio Pane
- 1972 - Giacomo Rondinella (Music Parade Cetra, LEL 7)
- 1972 - Guappi e camorra (Cetra, LPP 187)
- 1974 - Napoli e la malavita (Cinevox, ORL 8047
- 1974 - Napoli e la sceneggiata (Cinevox, ORL 8048)
- 1975 - Totò - 'A livella (e altre 11 poesie musicate e cantate da Giacomo Rondinella) (RCA Italiana, TPL1-1176)
- 1990 - Le canzoni del grande Totò interpretate da Giacomo Rondinella (Zeus Record, BE 0263)
- XXXX - Italia a Go-Go (MGM Records, SE-4341), pubblicato negli Stati Uniti d'America
- XXXX - Giacomo Rondinella (lineaVis, LP LV 3320)
- XXXX - Il solo a Toronto (Moon Furniture, LP 1000) pubblicato in Canada
- XXXX - Giacomo Rondinella (Fonotil, CDFNT7050b)
- XXXX - Napoli, che bella festa! (DM, 70.019), pubblicato in Argentina

## Filmografia

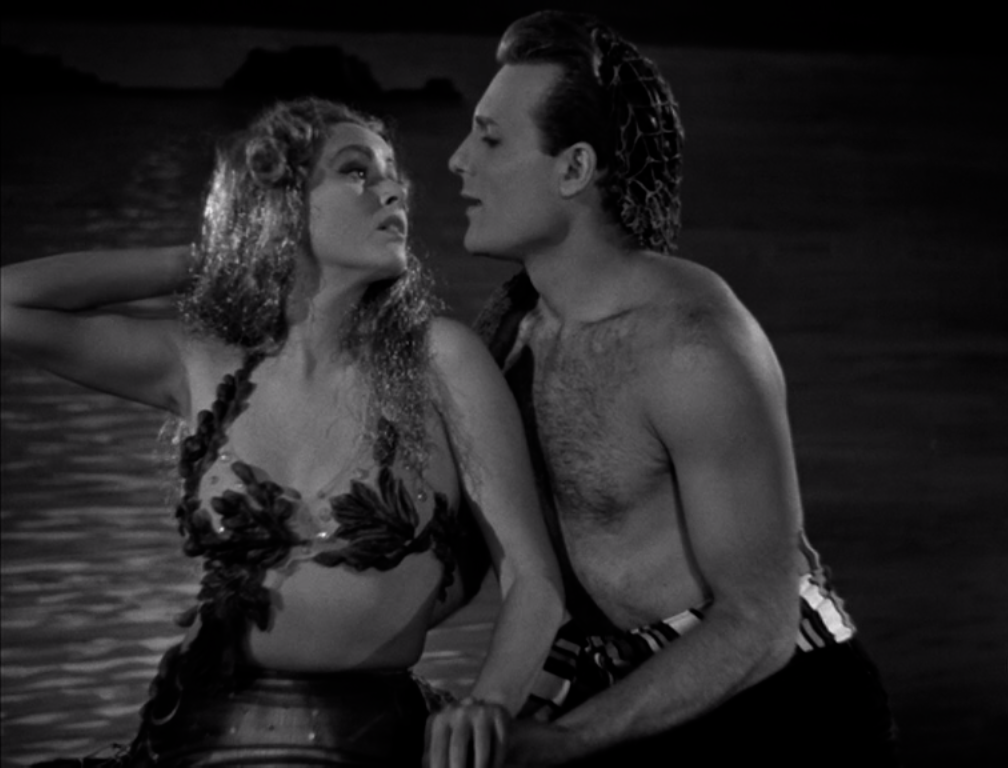
Rondinella con Nadia Gray nel film Città canora di Mario Costa (1952)

- Notte di tempesta, regia di Gianni Franciolini (1946)
- L'isola del sogno, regia di Ernesto Remani (1947)
- Ultimo amore, regia di Luigi Chiarini (1947)
- Natale al campo 119, regia di Pietro Francisci (1947)
- Fiamme sul mare, regia di Michał Waszyński e Vittorio Cottafavi (1947)
- Napoli milionaria, regia di Eduardo De Filippo (1950)
- Porca miseria!, regia di Giorgio Bianchi (1951)
- Città canora, regia di Mario Costa (1952)
- Solo per te Lucia, regia di Franco Rossi (1952)
- Viva il cinema!, regia di Enzo Trapani e Giorgio Baldaccini (1952)
- Dov'è la libertà...?, regia di Roberto Rossellini (1952)
- Il peccato di Anna, regia di Camillo Mastrocinque (1953)
- Cuore di spia, regia di Renato Borraccetti (1953)
- Dieci canzoni d'amore da salvare, regia di Flavio Calzavara (1953)
- ...e Napoli canta!, regia di Armando Grottini (1953)
- Femmina senza cuore, regia di Renato Borraccetti (1953)
- Finalmente libero, regia di Mario Amendola e Ruggero Maccari (1953)
- Voto di marinaio, regia di Ernesto De Rosa (1953)
- Carosello napoletano, regia di Ettore Giannini (1953)
- Siamo ricchi e poveri, regia di Siro Marcellini e Roberto Amoroso (1954)
- Lettera napoletana, regia di Giorgio Pàstina (1954)
- Desiderio 'e sole, regia di Giorgio Pàstina (1954)
- Cento serenate, regia di Anton Giulio Majano (1954)
- Cuore di mamma, regia di Luigi Capuano (1954)
- Mamma, perdonami!, regia di Giuseppe Vari (1954)
- Napoli terra d'amore, regia di Camillo Mastrocinque (1954)
- Piscatore 'e Pusilleco, regia di Giorgio Capitani (1954)
- Disonorata (senza colpa), regia di Giorgio Walter Chili (1954)
- Di qua, di là del Piave, regia di Guido Leoni (1954)
- Violenza sul lago, regia di Leonardo Cortese (1954)
- Cantami "Buongiorno tristezza", regia di Giorgio Pàstina (1955)
- Quando tramonta il sole, regia di Guido Brignone (1955)
- Urlo contro melodia nel Cantagiro '63, regia di Arturo Gemmiti (1963)
- Zampognaro innamorato, regia di Ciro Ippolito (1983)